# Хеб
Хеб (на чешки: Cheb; на немски: Eger; на латински: Egra) е град в Карловарски край, Чехия.

## Население
| Година    | 1970   | 1980   | 1991   | 2001   | 2003   |
| --------- | ------ | ------ | ------ | ------ | ------ |
| Население | 26 650 | 30 883 | 31 847 | 32 893 | 33 242 |

Виж: 

## Административно деление
Град Хеб се дели на:
- Бържиза Bříza (Пирк Pirk)
- Цетнов Cetnov (Цетендорф Zettendorf)
- Долни Двори Dolní Dvory (Унтершьон Unterschön)
- Държенице Dřenice (Треуниц Treunitz)
- Хайе Háje (Гехаг Gehaag)
- Хорни Двори Horní Dvory (Обершьон Oberschön)
- Храдище Hradiště (Райхерсдорф Reichersdorf)
- Хрознатов Hrozňatov (Кинзберг Kinsberg)
- Хеб Cheb (Егер Eger)
- Хвойечна Chvoječná (Зебенбах Sebenbach)
- Индържихов Jindřichov (Хонерсдорф Honnersdorf)
- Клест Klest (Райсиг Reißig)
- Лоужек Loužek (Ау Au)
- Пелхържимов Pelhřimov (Пилмерсойт Pilmersreuth)
- Подхоржи Podhoří (Кройзенщайн Kreuzenstein)
- Подхрад Podhrad (Пограт Pograth)
- Скалка Skalka (Щайн Stein)
- Стържижов Střížov (Тризенхоф Triesenhof)
- Тършнице Tršnice (Тиршниц Tirschnitz)

## Забележителности
- Участие във фестивала „FijoCheb 2016“ – гр. Хеб взима Духовият оркестър на средно училище „Любен Каравелов“, град Копривщица – единствен непрофесионален състав на този фестивал.[2]

## Личности
Родени
- Павел Недвед
- Йоханес Видман

## Побратимени градове
- Хоф Германия
- Реден Холандия
- Нижни Тагил Русия

## Галерия
- Централната част на Хеб
- Цветя на централния площад
- Хеб, църквата Св. Вартоломей
- Бившата църква Св. Клара от 1711 година
- Театърът на Хеб
- Деца близо до църквата Св Николай